# André Palhano
André Martins Palhano (Piracicaba, 1976) é jornalista de economia e fundador da Virada Sustentável, um festival de educação e mobilização para a sustentabilidade realizado em diferentes cidades brasileiras.

## Biografia
Palhano é jornalista com passagens por diversas redações, entre elas as da Agência Estado, Revista Veja,
Folha de S. Paulo e Rádio Jovem Pan, entre outras, exercendo funções de repórter, repórter especial, editor e colunista. 
Idealizou e coordena desde 2011 a Virada Sustentável, festival de educação e mobilização para a sustentabilidade que envolve a articulação e a participação direta de centenas de organizações da sociedade civil, grupos culturais, órgãos públicos, universidades e escolas, realizado em diferentes cidades brasileiras em parceria formal com a ONU-Brasil.
É membro do Conselho de Administração da Fundação Amazônia Sustentável (FAS), dos Conselhos da UMAPAZ da Prefeitura de São Paulo, da Cidade Escola Aprendiz, da Associação Brasileira dos Profissionais pelo Desenvolvimento Sustentável (Abraps) e da Rede de Repensadores. É cofundador do Movimento Agora e integrante da primeira turma de Líderes RAPS (Rede de Ação Política pela Sustentabilidade).

## Prêmios e reconhecimento
Recebeu os prêmios Cidadão Sustentável, promovido pela rádio CBN, Catraca Livre e Rede Nossa São Paulo, na categoria de Meio Ambiente; Prêmio Educador Inventor, promovido pela UNESCO e Projeto Aprendiz; Prêmio Pintou Limpeza (rádio Eldorado e Estadão) e Fórum Mundial do Meio Ambiente (LIDE).
Foi mediador e palestrante em dezenas de eventos no Brasil e no exterior, entre eles: Fórum Mundial da Água, Sustainable Development Goals Action Awards (SDG Awards), Sustainable Brands (SB), Congresso Internacional de Sustentabilidade do SEBRAE, Fórum Pacto Global, C40 São Paulo Summit, entre outros.